# Dolni Dăbnik
Dolni Dăbnik (bulgariska: Долни Дъбник) är en ort i Bulgarien.   Den ligger i kommunen Obsjtina Dolni Dăbnik och regionen Pleven, i den centrala delen av landet, 120 km nordost om huvudstaden Sofia. Dolni Dăbnik ligger 109 meter över havet och antalet invånare är 5 259.